# Adamovské Kochanovce
Adamovské Kochanovce ist eine Gemeinde im Nordwesten der Slowakei mit 881 Einwohnern (Stand 31. Dezember 2024) und gehört zum Okres Trenčín, einem Teil des Trenčiansky kraj.

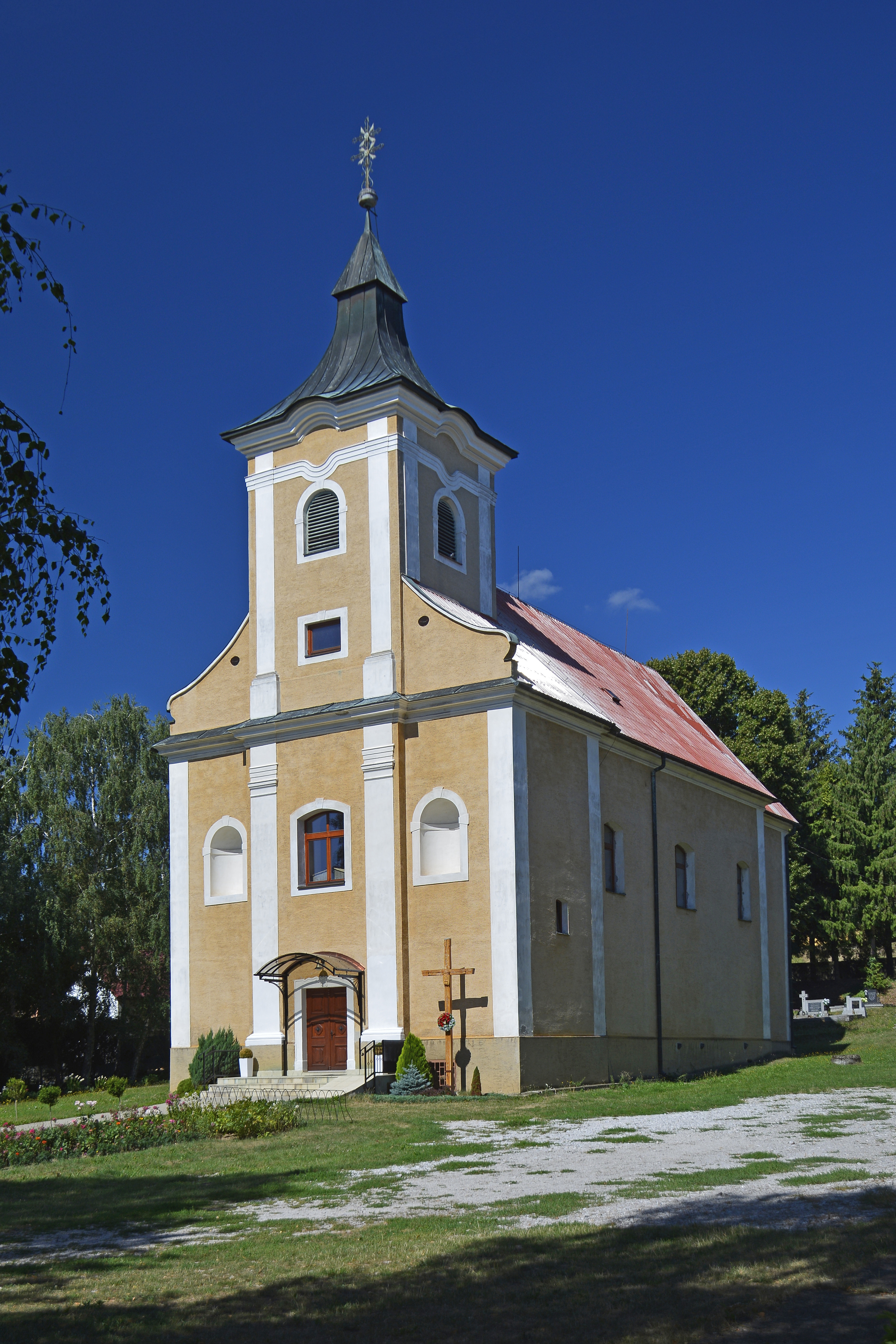
Pfarrkirche St. Peter und Paul

## Geographie
Die Gemeinde befindet sich im Süden der Tallandschaft Považské podolie unterhalb der Weißen Karpaten. Das Ortszentrum liegt auf einer Höhe von 210 m n.m. und ist elf Kilometer von Trenčín entfernt.
Verwaltungstechnisch gliedert sich die Gemeinde in die Gemeindeteile Adamovce, Kochanovce und Malé Bierovce.

## Geschichte
Die heutige Gemeinde entstand 1960 durch Zusammenschluss der Gemeinden Adamovce-Malé Bierovce (selbst 1895 aus den Orten Adamovce und Malé Bierovce entstanden) und Kochanovce.
Die erste schriftliche Erwähnung der einzelnen Orte ist als folgend: Adamovce als Adamfalva im Jahre 1402, Kochanovce als Kohan im Jahre 1394 und Malé Bierovce als Bur im Jahre 1332.

## Bevölkerung
| Jahr                | 1994 | 2004    | 2014    | 2024    |
| ------------------- | ---- | ------- | ------- | ------- |
| Anzahl der Personen | 760  | 784     | 841     | 881     |
| Unterschied         |      | +3,15 % | +7,27 % | +4,75 % |

| Jahr                | 2023 | 2024 |
| ------------------- | ---- | ---- |
| Anzahl der Personen | 881  | 881  |
| Unterschied         |      | +0 % |

Nach der Volkszählung 2011 wohnten in Adamovské Kochanovce 818 Einwohner, davon 781 Slowaken, sieben Tschechen und je ein Deutscher und Magyare. 28 Einwohner machten keine Angabe. 406 Einwohner bekannten sich zur römisch-katholischen Kirche, 270 Einwohner zur evangelischen Kirche A. B., fünf Einwohner zur evangelisch-methodistischen Kirche, zwei Einwohner zur griechisch-katholischen Kirche und ein Einwohner zur evangelistischen Kirche; fünf Einwohner waren anderer Konfession. 96 Einwohner waren konfessionslos und bei 33 Einwohnern ist die Konfession nicht ermittelt.
Ergebnisse der Volkszählung 2001 (743 Einwohner):
| Nach Ethnie: - 98,52 % Slowaken - 0,40 % Magyaren - 0,40 % Roma - 0,40 % Tschechen - 0,13 % Deutsche | Nach Konfession: - 42,40 % römisch-katholisch - 40,65 % evangelisch - 12,38 % konfessionslos - 4,17 % keine Angabe - 0,13 % griechisch-katholisch |

## Bauwerke
- Adamovce
  - Landschloss im spätbarocken Stil aus dem 18. Jahrhundert
- Kochanovce
  - römisch-katholische Kirche im Barockstil aus den Jahren 1758–60
  - evangelische Toleranzkirche aus dem Jahr 1784
  - Landschloss im klassizistischen Stil aus dem 19. Jahrhundert
  - Vladimír-Roy-Gedenkhaus

## Söhne und Töchter der Gemeinde
- Vladimír Roy (1885–1936), slowakischer Dichter, in Kochanovce geboren